# المستشفى المركزي للجيش بعين النعجة
المستشفى المركزي للجيش أو المستشفى العسكري بعين النعجة هو مستشفى عسكري وجامعي جزائري يقع في الجزائر العاصمة، وبالضبط في إقليم بلدية القبة. افتتح المنشأة عام 1987، وتغطي مساحة 120 هكتار.

## نبذة تاريخية
تعود فكرة بناء مستشفى عسكري إلى عام 1972. أراد الرئيس الراحل هواري بومدين مستشفى حديثًا بسعة 1200 سرير وجميع وسائل الراحة لعلاج الجنود الجزائريين ورؤساء الدول من إفريقيا وآسيا. كان ذلك الوقت الذي كانت فيه الجزائر هي مكة للثوار. تم التخلي عن المشروع.
في عام 1981، أذن الرئيس الأسبق الشاذلي بن جديد ببناء المستشفى. عُهد إلى شركة تابعة لشركة Bouygues الفرنسية، وبدأت الأعمال الأولى في عام 1984، وتم تسليم المؤسسة بعد أربعة وثلاثين شهرًا.  في 27 فبراير 1987، تم افتتاح المستشفى من قبل الرئيس الشاذلي بن جديد، وقد تم بالفعل رعاية المرضى الأوائل من قبل الأطباء الذين عملوا سابقًا في مستشفى مايو العسكري (Maillot).

## النشاطات
تتمثل المهمة الرئيسية للمستشفى في تقديم رعاية عالية التخصص من خلال استخدام التقنيات الحديثة وإنشاء هيئات التسيير المناسبة. يشغل مركزًا للتشخيص والعلاج والخبرة الطبية. يضم المصالح التالية:
- مصلحة جراحة الأعصاب
- مصلحة الجراحة العامة
- مصلحة جراحة العظام
- مصلحة جراحة القلب والأوعية
- مصلحة جراحة الصدر
- مصلحة جراحة المسالك البولية
- مصلحة جراحة الأطفال
- مصلحة أمراض النساء والتوليد
- مصلحة طب وجراحة الأسنان
- مصلحة الطب الداخلي
- مصلحة الأمراض المعدية (ضمن مصلحة الأمراض الداخلية)
- مصلحة أمراض القلب
- وحدة الاستكشاف القلبية (ضمن مصلحة أمراض القلب)
- مصلحة أمراض الجهاز الهضمي
- مصلحة التخدير والانعاش
- مصلحة الحساسية والأمراض الصدرية
- مصلحة أمراض الكلى
- مصلحة تصفية الدم والكلى الصناعية
- مصلحة أمراض الغدد الصم
- مصلحة أمراض المفاصل (ضمن مصلحة الأمراض الداخلية)
- مصلحة طب الأعصاب
- وحدة الاستكشاف الفيزيولوجية العصبية (ضمن مصلحة طب الأعصاب)
- مصلحة الأمراض العقلية
- مصلحة أمراض الجلد
- مصلحة أمراض الأطفال
- مصلحة طب حديثي الولادة
- مصلحة أمراض الدم
- مصلحة أمراض السرطان
- مصلحة التشخيص الاشعاعي
- مصلحة الطب النووي
- مصلحة الاستعجالات
- مصلحة إعادة التأهيل الوظيفي
- مصلحة معالجة بالأكسجين عالي الضغط
- مصلحة النظافة الاستشفائية وحماية البيئة
- مصلحة التغذية والصحة الغذائية
- مصلحة طب العمل والسلامة المهنية
- مصلحة الفحوصات الخارجية
- مصلحة علم الأمراض التشريحي
- مصلحة مخبر الكيمياء الحيوية
- مصلحة مخبر علم الجراثيم
- مصلحة مخبر علم الدم
- مصلحة مخبر علم المناعة
- مصلحة مخبر علم الطفيليات
- مصلحة مخبر علم السموم (ضمن مصلحة مخبر الكيمياء الحيوية)
- وحدة مخبر علم الغدد الصم (ضمن مصلحة مخبر الكيمياء الحيوية)
- مصلحة الصيدلة الداخلية
- مصلحة زراعة الأعضاء
- غرفة العمليات الرئيسية

كل تخصص لديه ما يسمى بغرف "VIP"، وهي مخصصة لكبار الشخصيات.
يشارك مستشفى عين النعجة العسكري ويساهم في التعليم الجامعي وما بعد الجامعي في مجالات الطب والصيدلة وطب الأسنان وكذلك تكوين الإطارات شبه الطبية والعمل الاستشفائي الجامعي لصالح الطلاب الضباط وطلاب الطب، إن الأمر نفسه ينطبق على الطب الوقائي وإجراءات التربية الصحية.  كما يقوم بالبحث العلمي ويشارك فيه، لا سيما في الطب والصيدلة وطب الأسنان.